# Gruppo cosmonauti TsPK 10/NPOE 9/IMBP 5/GKNII 3
Il Gruppo cosmonauti TsPK 10/NPOE 9/IMBP 5/GKNII 3 è stato selezionato il 25 gennaio 1989 ed è formato da sei aviatori, quattro ingegneri e tre medici. L'addestramento generale dello spazio è durato due anni (OKP) per i gruppi TsPK 10/NPOE 9/GKNII 3 e un anno e mezzo per i medici del gruppo IMBP 5 che si sono qualificati come Cosmonauti Ricercatori, a differenza degli altri che sono diventati Cosmonauti Test. Tokarev è stato trasferito al Gruppo TsPK 12 nel 1997 e ha potuto volare in due missioni (Shuttle e lunga durata sulla ISS). Padalka detiene il record di permanenza in orbita con i suoi 878 giorni nello spazio. 
Cosmonauti del Gruppo TsPK 10:
- Sergej Kričevskij[1] (Rit.)
- Gennadij Padalka[2]

Sojuz TM-28 (Mir 26)
Sojuz TMA-4 (Exp 9)
Sojuz TMA-14 (Exp 19/20)
Sojuz TMA-04M (Exp 31/32)
Sojuz TMA-16M (Exp 43/4)
- Jurij Onufrienko[3]

Sojuz TM-23 (Mir 21)
STS-108/STS-111 (Exp 4)
Cosmonauti del Gruppo NPOE 9:
- Nikolaj Budarin[4]

STS-71/Sojuz TM-21 (Mir 19)
Sojuz TM-27 (Mir 25)
STS-113/Soyuz TMA-1 (Exp 6)
- Elena Kondakova[5]

Sojuz TM-20 (Mir 17)
STS-84
- Aleksandr Poleščuk[6]

Sojuz TM-16 (Mir 13)
- Jurij Usačëv[7]

Sojuz TM-18 (Mir 15)
Sojuz TM-23 (Mir 21)
STS-101
STS-102/STS-105 (Exp 2)
Cosmonauti del Gruppo IMBP 5:
- Vladimir Karaštin[8] (Rit.)
- Vasilij Luk'janjuk[9] (Rit.)
- Boris Morukov[10]

STS-106
Cosmonauti del Gruppo GKNII 3:
- Anatolij Polonskij[11] (Rit.)
- Valerij Tokarev[12]

STS-96
Sojuz TMA-7 (Exp 12)
- Aleksandr Jabloncev[13] (Rit.)